# Puchar Świata w łyżwiarstwie szybkim 2001/2002
Puchar Świata w łyżwiarstwie szybkim 2001/2002 był 17. edycją tej imprezy. Cykl rozpoczął się 10 listopada 2001 roku w stolicy Niemiec, Berlinie, a zakończył 9 marca 2002 roku w innym niemieckim mieście – Inzell.
Puchar Świata rozgrywano w 8 miastach, w 6 krajach, na 2 kontynentach.
Wśród kobiet triumfowały: Kanadyjka Catriona Le May Doan na 500 m, Niemka Sabine Völker na 1000 m oraz jej rodaczka – Anni Friesinger na 1500 m i w klasyfikacji 3000/5000 m. Wśród mężczyzn zwyciężali: Kanadyjczyk Jeremy Wotherspoon na 500 m i 1000 m, Norweg Ådne Søndrål na 1500 m oraz Holender Gianni Romme w klasyfikacji 5000/10 000 m.

## Medaliści zawodów

### Kobiety

#### Wyniki
| Data                 | Miejsce                                                      | Konkurencja                                                  | Zwycięzca                                                    | 2. miejsce                                                   | 3. miejsce                                                   |
| -------------------- | ------------------------------------------------------------ | ------------------------------------------------------------ | ------------------------------------------------------------ | ------------------------------------------------------------ | ------------------------------------------------------------ |
| 10-11 listopada 2001 | Berlin                                                       | 3000 m (10 listopada)                                        | Anni Friesinger                                              | Claudia Pechstein                                            | Maki Tabata                                                  |
| 10-11 listopada 2001 | Berlin                                                       | 1500 m (11 listopada)                                        | Anni Friesinger                                              | Jennifer Rodriguez                                           | Sabine Völker                                                |
| 17-18 listopada 2001 | Innsbruck                                                    | 3000 m (17 listopada)                                        | Anni Friesinger                                              | Claudia Pechstein                                            | Renate Groenewold                                            |
| 17-18 listopada 2001 | Innsbruck                                                    | 1500 m (18 listopada)                                        | Anni Friesinger                                              | Jennifer Rodriguez                                           | Claudia Pechstein                                            |
| 23-25 listopada 2001 | Haga                                                         | 3000 m (23 listopada)                                        | Anni Friesinger                                              | Claudia Pechstein                                            | Tonny de Jong                                                |
| 23-25 listopada 2001 | Haga                                                         | 5000 m (24 listopada)                                        | Anni Friesinger                                              | Claudia Pechstein                                            | Maki Tabata                                                  |
| 23-25 listopada 2001 | Haga                                                         | 1500 m (25 listopada)                                        | Anni Friesinger                                              | Cindy Klassen                                                | Maki Tabata                                                  |
| 1-2 grudnia 2001     | Salt Lake City                                               | 500 m (1 grudnia)                                            | Catriona Le May Doan                                         | Sabine Völker                                                | Sayuri Ōsuga                                                 |
| 1-2 grudnia 2001     | Salt Lake City                                               | 1000 m (1 grudnia)                                           | Jennifer Rodriguez                                           | Monique Garbrecht-Enfeldt                                    | Sabine Völker                                                |
| 1-2 grudnia 2001     | Salt Lake City                                               | 500 m (2 grudnia)                                            | Catriona Le May Doan                                         | Sabine Völker                                                | Sayuri Ōsuga                                                 |
| 1-2 grudnia 2001     | Salt Lake City                                               | 1000 m (2 grudnia)                                           | Sabine Völker                                                | Jennifer Rodriguez                                           | Monique Garbrecht-Enfeldt                                    |
| 8-9 grudnia 2001     | Calgary                                                      | 500 m (8 grudnia)                                            | Catriona Le May Doan                                         | Swietłana Żurowa                                             | Sabine Völker                                                |
| 8-9 grudnia 2001     | Calgary                                                      | 1000 m (8 grudnia)                                           | Sabine Völker                                                | Catriona Le May Doan                                         | Anni Friesinger                                              |
| 8-9 grudnia 2001     | Calgary                                                      | 500 m (9 grudnia)                                            | Catriona Le May Doan                                         | Sabine Völker                                                | Swietłana Żurowa                                             |
| 8-9 grudnia 2001     | Calgary                                                      | 1500 m (9 grudnia)                                           | Anni Friesinger                                              | Sabine Völker                                                | Claudia Pechstein                                            |
| 4-6 stycznia 2002    | 99. mistrzostwa Europy w wieloboju 2002 – Erfurt             | 99. mistrzostwa Europy w wieloboju 2002 – Erfurt             | 99. mistrzostwa Europy w wieloboju 2002 – Erfurt             | 99. mistrzostwa Europy w wieloboju 2002 – Erfurt             | 99. mistrzostwa Europy w wieloboju 2002 – Erfurt             |
| 11-13 stycznia 2002  | Heerenveen                                                   | 500 m (11 stycznia)                                          | Catriona Le May Doan                                         | Andrea Nuyt                                                  | Sabine Völker                                                |
| 11-13 stycznia 2002  | Heerenveen                                                   | 1500 m (11 stycznia)                                         | Anni Friesinger                                              | Jennifer Rodriguez                                           | Annamarie Thomas                                             |
| 11-13 stycznia 2002  | Heerenveen                                                   | 500 m (12 stycznia)                                          | Catriona Le May Doan                                         | Andrea Nuyt Swietłana Żurowa                                 |                                                              |
| 11-13 stycznia 2002  | Heerenveen                                                   | 3000 m (12 stycznia)                                         | Anni Friesinger                                              | Renate Groenewold                                            | Cindy Klassen                                                |
| 11-13 stycznia 2002  | Heerenveen                                                   | 1000 m (13 stycznia)                                         | Marianne Timmer                                              | Andrea Nuyt                                                  | Sabine Völker                                                |
| 19-20 stycznia 2002  | 33. Mistrzostwa świata w wieloboju sprinterskim 2002 – Hamar | 33. Mistrzostwa świata w wieloboju sprinterskim 2002 – Hamar | 33. Mistrzostwa świata w wieloboju sprinterskim 2002 – Hamar | 33. Mistrzostwa świata w wieloboju sprinterskim 2002 – Hamar | 33. Mistrzostwa świata w wieloboju sprinterskim 2002 – Hamar |
| 9-23 lutego 2002     | XIX Zimowe Igrzyska Olimpijskie 2002 – Salt Lake City        | XIX Zimowe Igrzyska Olimpijskie 2002 – Salt Lake City        | XIX Zimowe Igrzyska Olimpijskie 2002 – Salt Lake City        | XIX Zimowe Igrzyska Olimpijskie 2002 – Salt Lake City        | XIX Zimowe Igrzyska Olimpijskie 2002 – Salt Lake City        |
| 2-3 marca 2002       | Oslo                                                         | 500 m (2 marca)                                              | Aki Tonoike                                                  | Swietłana Żurowa                                             | Anżalika Kaciuha                                             |
| 2-3 marca 2002       | Oslo                                                         | 1000 m (2 marca)                                             | Aki Tonoike                                                  | Anżalika Kaciuha                                             | Sabine Völker                                                |
| 2-3 marca 2002       | Oslo                                                         | 500 m (3 marca)                                              | Swietłana Kajkan                                             | Aki Tonoike                                                  | Yukari Watanabe                                              |
| 2-3 marca 2002       | Oslo                                                         | 1000 m (3 marca)                                             | Sabine Völker                                                | Jennifer Rodriguez                                           | Anżalika Kaciuha                                             |
| 8-10 marca 2002      | Inzell                                                       | 500 m (8 marca)                                              | Catriona Le May Doan                                         | Monique Garbrecht-Enfeldt                                    | Swietłana Żurowa                                             |
| 8-10 marca 2002      | Inzell                                                       | 500 m (9 marca)                                              | Monique Garbrecht-Enfeldt                                    | Catriona Le May Doan                                         | Aki Tonoike                                                  |
| 8-10 marca 2002      | Inzell                                                       | 1500 m (9 marca)                                             | Claudia Pechstein                                            | Anni Friesinger                                              | Cindy Klassen                                                |
| 8-10 marca 2002      | Inzell                                                       | 1000 m (10 marca)                                            | Catriona Le May Doan                                         | Jennifer Rodriguez                                           | Monique Garbrecht-Enfeldt                                    |
| 8-10 marca 2002      | Inzell                                                       | 3000 m (10 marca)                                            | Claudia Pechstein                                            | Marja Vis                                                    | Maki Tabata                                                  |
| 15-17 marca 2002     | 96. mistrzostwa świata w wieloboju 2002 – Heerenveen         | 96. mistrzostwa świata w wieloboju 2002 – Heerenveen         | 96. mistrzostwa świata w wieloboju 2002 – Heerenveen         | 96. mistrzostwa świata w wieloboju 2002 – Heerenveen         | 96. mistrzostwa świata w wieloboju 2002 – Heerenveen         |

#### Klasyfikacje
| Lp. | Zawodnik                  | Punkty |
| --- | ------------------------- | ------ |
| 1.  | Catriona Le May Doan      | 780    |
| 2.  | Swietłana Żurowa          | 550    |
| 3.  | Sabine Völker             | 525    |
| 4.  | Andrea Nuyt               | 460    |
| 5.  | Monique Garbrecht-Enfeldt | 407    |
| 6.  | Sayuri Ōsuga              | 400    |
| 7.  | Anżalika Kaciuha          | 393    |
| 8.  | Aki Tonoike               | 354    |
| 9.  | Swietłana Kajkan          | 303    |
| 10. | Yukari Watanabe           | 257    |

| Lp. | Zawodnik                  | Punkty |
| --- | ------------------------- | ------ |
| 1.  | Sabine Völker             | 510    |
| 2.  | Jennifer Rodriguez        | 435    |
| 3.  | Aki Tonoike               | 335    |
| 4.  | Catriona Le May Doan      | 326    |
| 5.  | Anżalika Kaciuha          | 298    |
| 6.  | Annamarie Thomas          | 266    |
| 7.  | Andrea Nuyt               | 252    |
| 8.  | Monique Garbrecht-Enfeldt | 226    |
| 9.  | Marianne Timmer           | 221    |
| 10. | Chiara Simionato          | 213    |

| Lp. | Zawodnik           | Punkty |
| --- | ------------------ | ------ |
| 1.  | Anni Friesinger    | 500    |
| 2.  | Claudia Pechstein  | 360    |
| 3.  | Cindy Klassen      | 330    |
| 4.  | Jennifer Rodriguez | 330    |
| 5.  | Maki Tabata        | 266    |
| 6.  | Annamarie Thomas   | 214    |
| 7.  | Renate Groenewold  | 204    |
| 8.  | Tonny de Jong      | 199    |
| 9.  | Warwara Baryszewa  | 160    |
| 10. | Sabine Völker      | 150    |

| Lp. | Zawodnik          | Punkty |
| --- | ----------------- | ------ |
| 1.  | Anni Friesinger   | 500    |
| 2.  | Claudia Pechstein | 420    |
| 3.  | Maki Tabata       | 305    |
| 4.  | Renate Groenewold | 279    |
| 5.  | Cindy Klassen     | 266    |
| 6.  | Marja Vis         | 256    |
| 7.  | Tonny de Jong     | 248    |
| 8.  | Warwara Baryszewa | 169    |
| 9.  | Nami Nemoto       | 168    |
| 10. | Daniela Anschütz  | 148    |

### Mężczyźni

#### Wyniki
| Data                 | Miejsce                                                      | Konkurencja                                                  | Zwycięzca                                                    | 2. miejsce                                                   | 3. miejsce                                                   |
| -------------------- | ------------------------------------------------------------ | ------------------------------------------------------------ | ------------------------------------------------------------ | ------------------------------------------------------------ | ------------------------------------------------------------ |
| 10-11 listopada 2001 | Berlin                                                       | 1500 m (10 listopada)                                        | Petter Andersen Jakko Jan Leeuwangh                          |                                                              | Erben Wennemars                                              |
| 10-11 listopada 2001 | Berlin                                                       | 5000 m (11 listopada)                                        | Gianni Romme                                                 | Bob de Jong                                                  | Rintje Ritsma                                                |
| 17-18 listopada 2001 | Innsbruck                                                    | 1500 m (17 listopada)                                        | Ådne Søndrål                                                 | Dustin Molicki                                               | Martin Hersman                                               |
| 17-18 listopada 2001 | Innsbruck                                                    | 5000 m (18 listopada)                                        | Gianni Romme                                                 | Bob de Jong                                                  | Carl Verheijen                                               |
| 23-25 listopada 2001 | Haga                                                         | 5000 m (23 listopada)                                        | Gianni Romme                                                 | Jochem Uytdehaage                                            | Eskil Ervik                                                  |
| 23-25 listopada 2001 | Haga                                                         | 1500 m (24 listopada)                                        | Derek Parra                                                  | Martin Hersman                                               | Christian Breuer                                             |
| 23-25 listopada 2001 | Haga                                                         | 10 000 m (25 listopada)                                      | Frank Dittrich                                               | Lasse Sætre                                                  | Paweł Zygmunt                                                |
| 1-2 grudnia 2001     | Salt Lake City                                               | 500 m (1 grudnia)                                            | Jeremy Wotherspoon                                           | Casey Fitzrandolph                                           | Mike Ireland                                                 |
| 1-2 grudnia 2001     | Salt Lake City                                               | 1000 m (1 grudnia)                                           | Jeremy Wotherspoon                                           | Casey Fitzrandolph                                           | Mike Ireland                                                 |
| 1-2 grudnia 2001     | Salt Lake City                                               | 500 m (2 grudnia)                                            | Jeremy Wotherspoon                                           | Casey Fitzrandolph                                           | Mike Ireland                                                 |
| 1-2 grudnia 2001     | Salt Lake City                                               | 1000 m (2 grudnia)                                           | Jeremy Wotherspoon                                           | Erben Wennemars                                              | Ådne Søndrål                                                 |
| 8-9 grudnia 2001     | Calgary                                                      | 500 m (8 grudnia)                                            | Jeremy Wotherspoon                                           | Casey Fitzrandolph                                           | Mike Ireland                                                 |
| 8-9 grudnia 2001     | Calgary                                                      | 1000 m (8 grudnia)                                           | Mike Ireland                                                 | Toyoki Takeda                                                | Casey Fitzrandolph                                           |
| 8-9 grudnia 2001     | Calgary                                                      | 500 m (9 grudnia)                                            | Toyoki Takeda                                                | Gerard van Velde                                             | Jeremy Wotherspoon                                           |
| 8-9 grudnia 2001     | Calgary                                                      | 1500 m (9 grudnia)                                           | Ådne Søndrål                                                 | Erben Wennemars                                              | Derek Parra                                                  |
| 4-6 stycznia 2002    | 99. mistrzostwa Europy w wieloboju 2002 – Erfurt             | 99. mistrzostwa Europy w wieloboju 2002 – Erfurt             | 99. mistrzostwa Europy w wieloboju 2002 – Erfurt             | 99. mistrzostwa Europy w wieloboju 2002 – Erfurt             | 99. mistrzostwa Europy w wieloboju 2002 – Erfurt             |
| 11-13 stycznia 2002  | Heerenveen                                                   | 500 m (11 stycznia)                                          | Lee Kyu-hyeok Gerard van Velde                               |                                                              | Jan Bos                                                      |
| 11-13 stycznia 2002  | Heerenveen                                                   | 1500 m (11 stycznia)                                         | Dustin Molicki                                               | Erben Wennemars                                              | Ådne Søndrål                                                 |
| 11-13 stycznia 2002  | Heerenveen                                                   | 500 m (12 stycznia)                                          | Jeremy Wotherspoon                                           | Casey Fitzrandolph                                           | Hiroyasu Shimizu                                             |
| 11-13 stycznia 2002  | Heerenveen                                                   | 1000 m (12 stycznia)                                         | Jan Bos                                                      | Erben Wennemars                                              | Lee Kyu-hyeok                                                |
| 11-13 stycznia 2002  | Heerenveen                                                   | 5000 m (13 stycznia)                                         | Carl Verheijen                                               | Gianni Romme                                                 | Bob de Jong                                                  |
| 19-20 stycznia 2002  | 33. Mistrzostwa świata w wieloboju sprinterskim 2002 – Hamar | 33. Mistrzostwa świata w wieloboju sprinterskim 2002 – Hamar | 33. Mistrzostwa świata w wieloboju sprinterskim 2002 – Hamar | 33. Mistrzostwa świata w wieloboju sprinterskim 2002 – Hamar | 33. Mistrzostwa świata w wieloboju sprinterskim 2002 – Hamar |
| 9-23 lutego 2002     | XIX Zimowe Igrzyska Olimpijskie 2002 – Salt Lake City        | XIX Zimowe Igrzyska Olimpijskie 2002 – Salt Lake City        | XIX Zimowe Igrzyska Olimpijskie 2002 – Salt Lake City        | XIX Zimowe Igrzyska Olimpijskie 2002 – Salt Lake City        | XIX Zimowe Igrzyska Olimpijskie 2002 – Salt Lake City        |
| 2-3 marca 2002       | Oslo                                                         | 500 m (2 marca)                                              | Dmitrij Łobkow                                               | Toyoki Takeda                                                | Casey Fitzrandolph                                           |
| 2-3 marca 2002       | Oslo                                                         | 1000 m (2 marca)                                             | Ådne Søndrål                                                 | Jeremy Wotherspoon                                           | Erben Wennemars                                              |
| 2-3 marca 2002       | Oslo                                                         | 500 m (3 marca)                                              | Ådne Søndrål                                                 | Dmitrij Łobkow                                               | Kuniomi Haneishi                                             |
| 2-3 marca 2002       | Oslo                                                         | 1000 m (3 marca)                                             | Ådne Søndrål                                                 | Mike Ireland                                                 | Kip Carpenter                                                |
| 8-10 marca 2002      | Inzell                                                       | 500 m (8 marca)                                              | Toyoki Takeda                                                | Mike Ireland                                                 | Dmitrij Łobkow                                               |
| 8-10 marca 2002      | Inzell                                                       | 5000 m (8 marca)                                             | Eskil Ervik                                                  | Gianni Romme                                                 | Derek Parra                                                  |
| 8-10 marca 2002      | Inzell                                                       | 500 m (9 marca)                                              | Toyoki Takeda                                                | Erben Wennemars                                              | Jeremy Wotherspoon                                           |
| 8-10 marca 2002      | Inzell                                                       | 1000 m (9 marca)                                             | Gerard van Velde                                             | Janne Hänninen                                               | Jan Bos                                                      |
| 8-10 marca 2002      | Inzell                                                       | 1500 m (10 marca)                                            | Ådne Søndrål                                                 | Jewgienij Łalenkow                                           | Derek Parra                                                  |
| 15-17 marca 2002     | 96. mistrzostwa świata w wieloboju 2002 – Heerenveen         | 96. mistrzostwa świata w wieloboju 2002 – Heerenveen         | 96. mistrzostwa świata w wieloboju 2002 – Heerenveen         | 96. mistrzostwa świata w wieloboju 2002 – Heerenveen         | 96. mistrzostwa świata w wieloboju 2002 – Heerenveen         |

#### Klasyfikacje
| Lp. | Zawodnik           | Punkty |
| --- | ------------------ | ------ |
| 1.  | Jeremy Wotherspoon | 630    |
| 2.  | Toyoki Takeda      | 550    |
| 3.  | Casey Fitzrandolph | 535    |
| 4.  | Mike Ireland       | 478    |
| 5.  | Gerard van Velde   | 443    |
| 6.  | Dmitrij Łobkow     | 415    |
| 7.  | Jan Bos            | 368    |
| 8.  | Lee Kyu-hyeok      | 348    |
| 9.  | Manabu Horii       | 290    |
| 10. | Erben Wennemars    | 263    |

| Lp. | Zawodnik           | Punkty |
| --- | ------------------ | ------ |
| 1.  | Jeremy Wotherspoon | 450    |
| 2.  | Jan Bos            | 390    |
| 3.  | Ådne Søndrål       | 383    |
| 4.  | Mike Ireland       | 373    |
| 5.  | Erben Wennemars    | 331    |
| 6.  | Casey Fitzrandolph | 279    |
| 7.  | Janne Hänninen     | 263    |
| 8.  | Toyoki Takeda      | 250    |
| 9.  | Gerard van Velde   | 236    |
| 10. | Yūsuke Imai        | 222    |

| Lp. | Zawodnik            | Punkty |
| --- | ------------------- | ------ |
| 1.  | Ådne Søndrål        | 374    |
| 2.  | Erben Wennemars     | 340    |
| 3.  | Derek Parra         | 328    |
| 4.  | Dustin Molicki      | 311    |
| 5.  | Martin Hersman      | 263    |
| 6.  | Petter Andersen     | 254    |
| 7.  | Jakko Jan Leeuwangh | 212    |
| 8.  | Christian Breuer    | 182    |
| 9.  | Aleksandr Kibałko   | 177    |
| 10. | Jan Friesinger      | 165    |

| Lp. | Zawodnik          | Punkty |
| --- | ----------------- | ------ |
| 1.  | Gianni Romme      | 460    |
| 2.  | Bob de Jong       | 340    |
| 3.  | Carl Verheijen    | 291    |
| 4.  | Lasse Sætre       | 246    |
| 5.  | Eskil Ervik       | 243    |
| 6.  | Paweł Zygmunt     | 243    |
| 7.  | Frank Dittrich    | 240    |
| 8.  | Jochem Uytdehaage | 221    |
| 9.  | Wadim Sajutin     | 204    |
| 10. | Stian Bjørge      | 195    |